# Elena Rosell Aragón
Elena Rosell Aragón   (València, 30 d'abril de 1986) és una pilot de motociclisme valenciana que competeix internacionalment des de la temporada de 2011.

## Resultats al Mundial de motociclisme
| Any   | Categoria | Moto     | Curses | Victòries | Podis | Pole | FLaps | Punts | Posició |
| ----- | --------- | -------- | ------ | --------- | ----- | ---- | ----- | ----- | ------- |
| 2011  | Moto2     | Suter    | 2      | 0         | 0     | 0    | 0     | 0     | NC      |
| 2012  | Moto2     | Moriwaki | 17     | 0         | 0     | 0    | 0     | 0     | NC      |
| 2012  | Moto2     | Speed Up | 17     | 0         | 0     | 0    | 0     | 0     | NC      |
| Total |           |          | 19     | 0         | 0     | 0    | 0     | 0     |         |